# 亜惟
亜惟(あい、7月22日 - )は、主に富山県で活動をしている日本の女性モデル、ローカルタレント。

## 人物
- 吉本興業のバンド「ブラッツ・オン・ビー」のメンバーであった林謙一がプロデュースするご当地アイドルとして活動をしていた。富山市中心街の検索サイト「トヤマグドットコム」やフリーペーパー「富山美少女図鑑」等のモデルなどでも活躍。
- 元おやゆびプリンセスのメンバー
- 元41promotion タレント

## メディア
- 富山美少女図鑑　Vo.5
- 月刊Clubism 2011年4月号
- 『デビューしようよ』イメガオーディションフォトテクニック 2011年6月号佳作
- 月刊カメラマン 2012年2月号銀賞
- 美少女モデルA's vol.1 特集＆シンデレラガール
- ケーブルテレビ富山「グルメトラム」リポーター
- ラ・ブランシュ　ブライダルモデル　2012年5月、7月、10月
- 中日新聞(北陸/中部/一部近畿）
- 富山新聞「富山のアイドル」特集掲載 2012年5月25日
- 北國・富山新聞｢女性の目｣掲載 2012年6月21日
- 月刊「アクタス」掲載 2012年9月号
- 週刊「マガジン」マガスゴ特集掲載 2012年12月26日発刊号

## 音源

### アルバム
・Sunday Morning （2012年8月11日発売。iTunes StoreとAmazonの配信限定。）

#### 収録曲
1. 愛してるって
2. Wing
3. 幸せでした
4. 風
5. 糸電話
6. Sunday Morning
7. Wing (Piano Version)
8. 愛してるって (インスト)
9. Wing (Instrumental)
10. Sunday Morning (Instrumaental）